# Никольская, Антонина Петровна
Антони́на Петро́вна Нико́льская (11 февраля 1899 — 9 июня 1994) — советский и российский врач — хирург, онколог. Основоположник онкологической службы Калужской области; главный врач калужского областного онкологического диспансера. Заслуженный врач Российской Федерации, почётный гражданин г. Калуги (1967).

## Биография
Родилась в д. Капустники Медынского уезда.
Выпускница Калужского епархиального женского училища. Работала учительницей.
В 1925 году окончила 2-й МГУ, после чего работала хирургом-ординатором в Калужской больнице. С 1941 по 1945 годы работала в армейских госпиталях в должности ведущего хирурга.
4 октября 1946 года при Калужской областной больнице был открыт онкологический кабинет. Он положил начало онкологической медицине в регионе. Возглавила его Никольская, в годы войны — хирург армейского госпиталя. В 1954 году кабинет превратился в самостоятельное отделение. Его Антонина Петровна возглавляла до 1984 года.
4 мая 1975 года в Калуге был открыт памятник военным медикам. Право открыть его было предоставлено ветеранам-медикам Антонине Петровне Никольской и Клеопатре Николаевне Шевченко, бывшей старшей медсестре 12-й гвардейской дивизии Екатерине Георгиевне Путилиной, заместителю начальника калужского военного госпиталя Л. И. Долгоногу и учащейся медицинского училища Вере Дуровой.
Проживала в микрорайоне Анненки на улице Вишневского, дом 9/72. Была одним из самых уважаемых медиков региона. Умерла в Калуге 9 июня 1994 года в возрасте 95 лет.

## Звания и награды
- Орден Красной Звезды (25.1.1945)[6]
- Медаль «За освобождение Варшавы» (1945)[9]
- Медаль «За победу над Германией в Великой Отечественной войне 1941—1945 гг.» (1945)[10]
- Медаль «За взятие Берлина» (1945)[10]
- Заслуженный врач РСФСР
- Почётный гражданин Калуги (1967) — Решение Исполкома калужского городского Совета депутатов трудящихся № 574[11][12]
- Орден Отечественной войны II степени (6.4.1985)[13]

## Память
В 2012 году на здании Калужского онкодиспансера установлена мемориальная доска в честь Антонины Петровны Никольской.